# Double Exposure
Double Exposure, född 3 maj 2013 i USA, är en amerikansk varmblodig travhäst. Sedan 2018 tränas hon av Daniel Redén och körs av Örjan Kihlström.
Double Exposure började tävla 2015 hos Tony Alagna i Nordamerika. Hon har till juli 2020 sprungit in 7,3 miljoner kronor på 46 starter varav 23 segrar, 5 andraplatser och 3 tredjeplatser. Hon har tagit karriärens hittills största segrar i Goldsmith Maid (2015) och Lady Snärts Lopp (2018, 2020) och Hugo Åbergs Memorial (2020). Hon har även kommit tvåa i Lovely Godivas Lopp (2018) och Jämtlands Stora Pris (2019).
Den 9 april 2019 blev hon den femte hästen att bjudas in till 2019 års upplaga av Elitloppet, då hon bjöds in av Anders Malmrot i Solvallas Elitloppsstudio, där tränare Daniel Redén var närvarande. Elitloppet gick av stapeln den 26 maj 2019 på Solvalla. Hon kom på sjätteplats i försöket och kvalificerade sig därmed inte bland de fyra som gick till final.
Den 28 juli 2020 segrade hon i Hugo Åbergs Memorial på Jägersro, över bland andra Ecurie D. och Tae Kwon Deo.